# Schroederichthys saurisqualus
Schroederichthys saurisqualus es una especie de peces de la familia Scyliorhinidae en el orden de los Carcharhiniformes.

## Morfología
- Los machos pueden llegar alcanzar los 58,2 cm de longitud total.[2]

## Reproducción
Es ovíparo.

## Hábitat
Es un pez de mar que vive entre 122-435 m de profundidad.

## Distribución geográfica
Se encuentra al sur del Brasil.